# رالف جيمس
رالف جيمس (بالإنجليزية: Ralph James)‏ (و. 1924 – 1992 م) هو ممثل، من الولايات المتحدة الأمريكية، ولد في مقاطعة لوس أنجلوس، توفي في بيفرلي هيلز كاليفورنيا، عن عمر يناهز 68 عاماً.

## وصلات خارجية
- رالف جيمس على موقع IMDb (الإنجليزية)
- رالف جيمس على موقع ألو سيني (الفرنسية)
- رالف جيمس على موقع أول موفي (الإنجليزية)
- رالف جيمس على موقع قاعدة بيانات الفيلم (الإنجليزية)
- رالف جيمس على موقع كينوبويسك (الروسية)